# Tver'
Tver' (in russo Тверь?; tra il 1931 e il 1990 Kalinin, Калинин, in onore di Michail Ivanovič Kalinin, primo capo di Stato dell'URSS) è una città della Russia europea centrale. La città è il capoluogo dell'omonimo oblast' e, pur essendone amministrativamente separata, del rajon di Kalinin.

## Geografia fisica

### Territorio
Si trova alla confluenza del fiume Tverca nel Volga, 168 km a nord-ovest di Mosca. Fa parte del cosiddetto Anello d'oro.

## Storia

### Le origini medievali
La prima testimonianza scritta a proposito di Tver' risale al 1164. In origine fondata dai mercanti provenienti da Novgorod sulle rotte commerciali che univano la Russia settentrionale all'Impero bizantino, divenne parte integrante del Principato di Vladimir-Suzdal' nel 1209. Nel 1246, Aleksandr Nevskij la concesse in appannaggio al proprio fratello minore Jaroslav, dal quale in seguito discese la dinastia dei Principi locali. Quattro di questi furono uccisi dall'Orda d'Oro e furono proclamati santi dalla Chiesa ortodossa russa.
Originariamente una terra di boschi e paludi, il Principato di Tver' si trasformò velocemente in uno dei più ricchi e popolosi Stati russi. Poiché il suo territorio era difficilmente accessibile alle incursioni tatare vi fu un grande movimento migratorio verso i suoi confini dalle terre devastate del sud. Alla fine del secolo fu pronto per contendere al Granducato di Mosca la supremazia sull'intera Rus'.

### Principato di Tver'

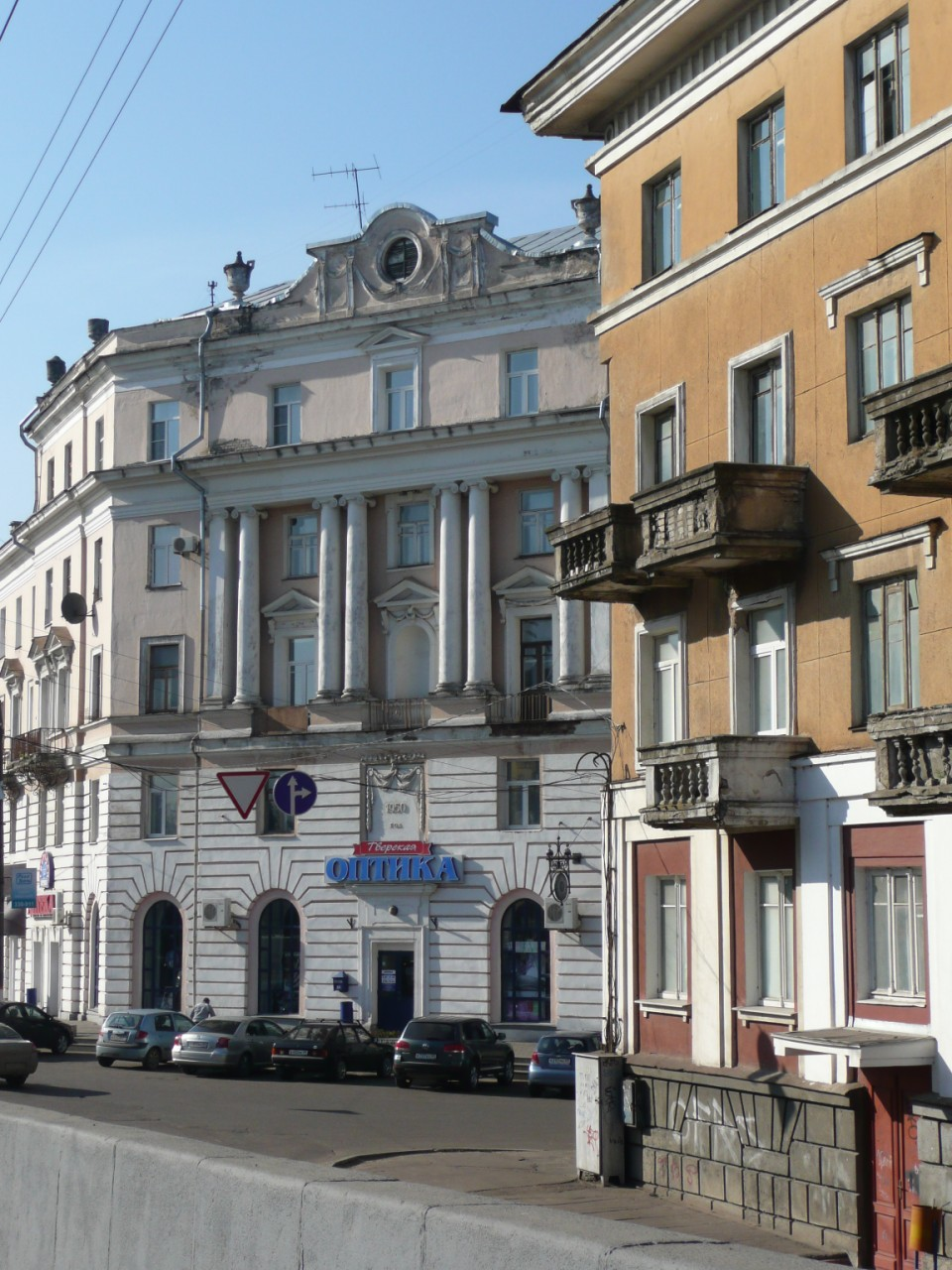
L'architettura neobarocca

Michail di Tver', che salì al trono di Vladimir nel 1305, fu uno dei regnanti medievali russi più amati. La sua politica di aperto conflitto con l'Orda d'Oro portò al suo assassinio nel 1318. Suo figlio Dimitri dagli occhi terribili gli successe sul trono, e, concludendo un patto di alleanza con il potente Granducato di Lituania, cercò in tal modo di ampliare la sfera di influenza politica della città.
Preoccupato dalle trame di Dimitri, il nuovo Principe di Vladimir Ivan Kalita lo fece uccidere dai Mongoli nel 1326. Avuta notizia dell'assassinio, la città si ribellò all'Orda (si veda rivolta di Tver' (1327)), che, unendo le forze con la Moscovia, riuscì tuttavia a reprimere con brutalità l'insurrezione. Molti cittadini di Tver' furono trucidati, schiavizzati o deportati. Questo avvenimento fu un terribile colpo per la città nella sua lotta per la supremazia in Russia.
Nella seconda metà del XIV secolo, Tver' fu ulteriormente indebolita dalle lotte dinastiche tra i suoi Principi. Due rami della casa regnante, i Kašin e i Cholmskij, si combatterono infatti per il trono del Granducato. Le rivendicazioni furono sostenute da Mosca che approfittò della situazione creatasi per consolidare il suo controllo sulla vicina regione.
Durante la grande guerra feudale in Moscovia, Tver' si ribellò nuovamente e concluse un trattato difensivo con Lituania, Novgorod, Bisanzio e l'Orda d'Oro. Il Gran Principe Boris di Tver inviò uno dei suoi uomini, Afanasij Nikitin, alla ricerca di oro e diamanti nella lontana India. Quest'ultimo scrisse poi un'opera (Viaggio Oltre i Tre Mari) che descrive il suo viaggio dal 1466 al 1475.

### Storia moderna
Il 12 settembre 1485, le forze di Ivan il Grande assediarono la città e la sconfissero. Il Principato fu dato in appannaggio al nipote dello zar e fu abolito dopo alcune decine di anni. Gli ultimi eredi della dinastia un tempo regnante furono giustiziati da Ivan il Terribile durante l'Opričnina, mentre Tver' fu assegnata a Simeon Bekbulatovič, in precedenza khan di Kasimov. I soli resti del suo effimero regno sono rappresentati dalla graziosa chiesa a forma di tenda sita nel villaggio di Kušalino, 28 km a nord-est di Tver'.
Il declino della città non era comunque segnato: con la costruzione di San Pietroburgo, Tver' acquistò importanza come principale stazione sulla strada (e più tardi sulla ferrovia) che collegava la nuova capitale a Mosca. Fu in particolare molto visitata dalla nobiltà russa che qui sostava durante i viaggi tra le due città. Dopo il grande incendio del 1763, la città fu ricostruita in stile neoclassico. Sotto Caterina II il centro fu interamente rinnovato con la demolizione dei vecchi edifici e la loro conseguente ricostruzione in quest'ultimo stile.
Nel 1931 la città fu ribattezzata Kalinin, in onore del leader sovietico Michail Kalinin, nato nei suoi pressi. L'ultimo monumento dell'epoca antecedente alla conquista di Pietro il Grande, la Cattedrale del Salvatore, fu distrutta nel 1936. Nel 1940 la NKVD giustiziò più di 6.200 polacchi, poliziotti e prigionieri di guerra nel campo di Ostaškov. La Wehrmacht occupò Kalinin per due mesi nel 1941, lasciando la città in cenere. Un movimento di resistenza su larga scala, attivo nella città e nella regione, comportò la morte di più di 30.000 soldati e ufficiali nazisti durante l'occupazione. La città fu il primo grande insediamento in Europa ad essere liberato dalla Wehrmacht. Durante la guerra fredda fu sito della base aerea Krjučkovo, oggi non più operante. L'antico nome della città fu ripristinato nel 1990.

## Economia
L'attività economica più importante è la fabbrica per macchine ferroviarie, aperta nel 1898.

## Società

### Evoluzione demografica
Fonte: mojgorod.ru
- 1811: 17.500
- 1897: 53.500
- 1926: 106.000
- 1939: 216.100
- 1970: 345.000
- 1979: 411.500
- 1989: 450.900
- 2002: 408.903
- 2006: 405.600

### Religione
La città è sede dell'Eparchia di Tver' e Kašin e della chiesa ortodossa russa.

## Monumenti e luoghi d'interesse
- Monumento a Nikitin: fu eretto sull'argine del Volga nel 1955.
- Palazzo di Viaggio dell'Imperatrice: è stato disegnato da Matvej Kazakov.
- Chiesa dell'Ascensione: è stata progettata dal Principe Ivan Fëdorovič L'vov e consacrata nel 1813.
- Bianca Chiesa della Trinità: è stata costruita nel 1564.

A parte la Bianca Chiesa della Trinità, a Tver' non è rimasto alcun monumento più antico dell'era della zarina Caterina. 

## Cultura

### Architettura
Il centro è costituito da edifici e ponti dell'epoca di Caterina II frammischiati a estese costruzioni sovietiche.

## Infrastrutture e trasporti

### Ferrovie
La città è posta sulla ferrovia Mosca-San Pietroburgo.

### Istituti di ricerca
Tver' ospita l'Istituto Centrale di Ricerca per la Difesa Aerospaziale del Ministero della Difesa russo. L’istituto è stato fondato nel 2014 e tra i progetti sviluppati ci sono i sistemi di invisibilità dei velivoli Sukhoi Su-57 e Tupolev Tu-160 e la partecipazione allo sviluppo del sistema missilistico Iskander.

## Amministrazione

### Gemellaggi
Tver' è gemellata con:
- Bergamo
- Montemurlo
- Kaposvár
- Osnabrück
- Veliko Tărnovo
- Besançon
- Lubino
- Hämeenlinna
- Buffalo
- Inkow